# Toni & Guy

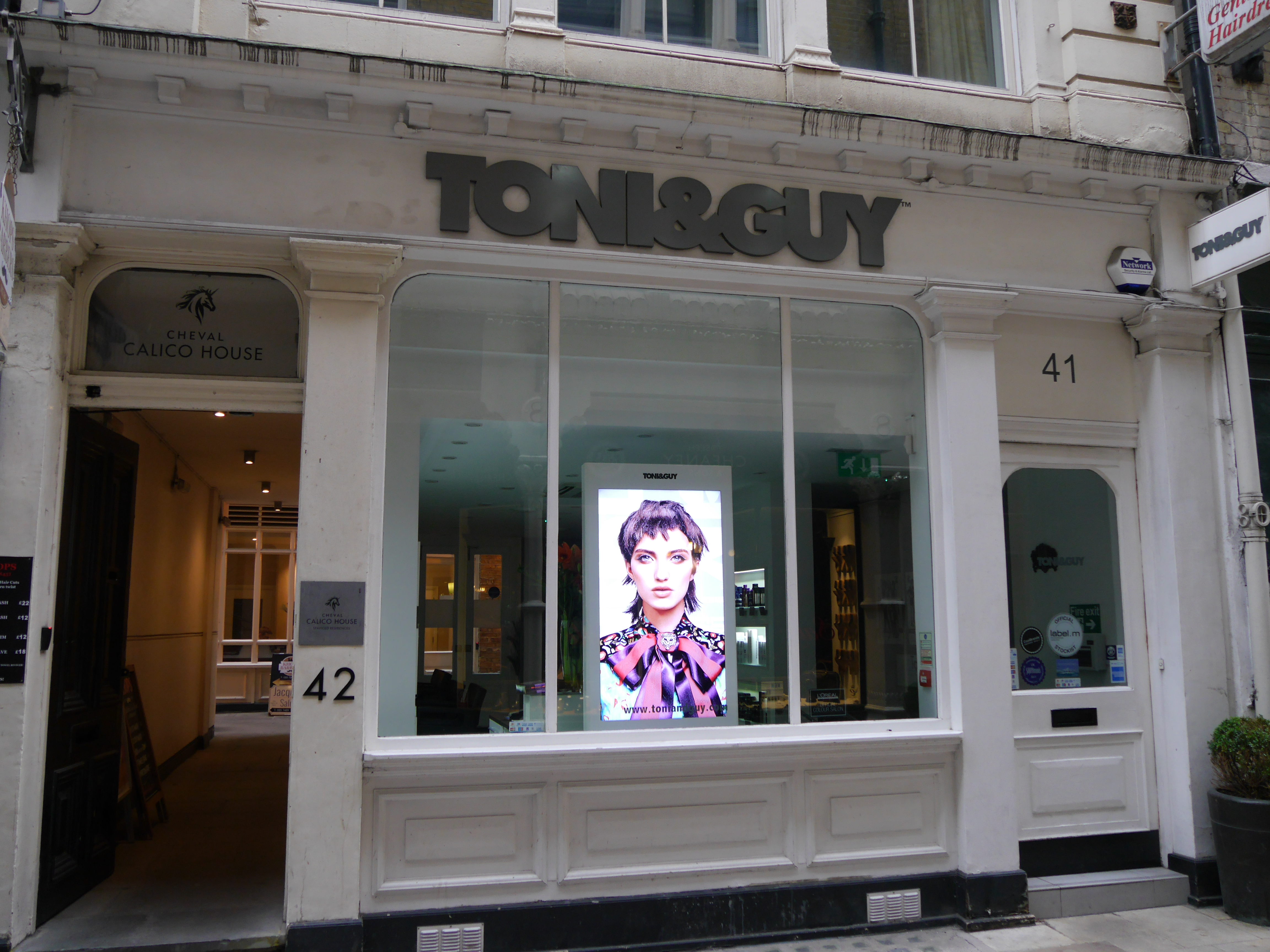
Toni & Guy, Bow Lane, Londres EC4, 2018

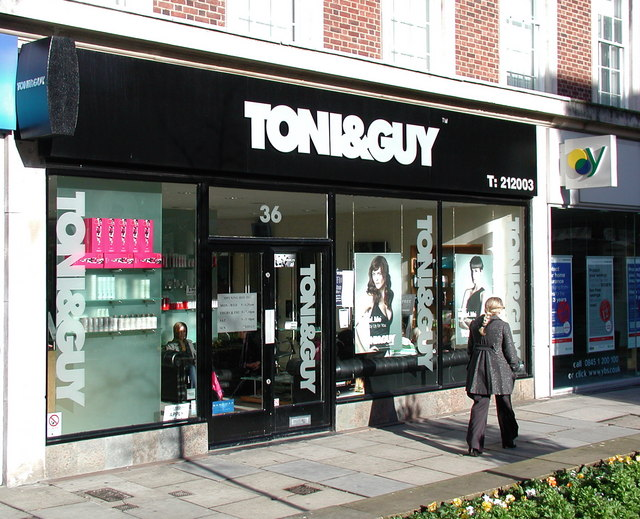
Toni & Guy, Paragon Street, Casco, Inglaterra

Toni & Guy (estilizada como TONI&GUY) é uma cadeia internacional britânica de salões de cabeleireiro fundada no Reino Unido em 1963 pelos irmãos Toni Mascolo e Guy Mascolo.

## História
Em 1963, Toni Mascolo e seu irmão Guy abriram seu primeiro salão em Clapham, Londres.
Em 1985, a empresa abriu seu primeiro salão fora da Europa, em Dallas, Texas. Também lançou a linha de produtos TIGI. Em 1990, foi aberta a Academia de Cabeleireiros Toni & Guy.
Em 2009, a linha de produtos TIGI foi adquirida pela Unilever por 296 milhões de libras.
Em janeiro de 2019, Nigel Darwin foi nomeado CEO, após uma pesquisa de 12 meses para substituir o CEO anterior (e co-fundador), Toni Mascolo, que morreu em dezembro de 2017.
Desde 2019, existem mais de 485 salões em 48 países.